# Marion (Dakota du Nord)
Pour les articles homonymes, voir Marion.
Marion est une ville située dans le comté de LaMoure, dans l’État américain du Dakota du Nord. Lors du recensement de 2010, sa population s’élevait à 133 habitants.

## Histoire
La ville de Marion a été fondée en 1900 sous le nom d’Elmo, elle a pris son nom actuel deux ans plus tard.

## Démographie
| 1910 | 1920 | 1930 | 1940 | 1950 | 1960 |
| ---- | ---- | ---- | ---- | ---- | ---- |
| 241  | 294  | 258  | 242  | 272  | 309  |

| 1970 | 1980 | 1990 | 2000 | 2010 | - |
| ---- | ---- | ---- | ---- | ---- | - |
| 215  | 214  | 169  | 146  | 133  | - |